# Nibas
Nibas é uma comuna francesa na região administrativa de Altos da França, no departamento de Somme. Estende-se por uma área de 12,65 km². Em 2010 a comuna tinha 869 habitantes (densidade: 68,7 hab./km²).